# Secundino Ayfuch
Secundino Ayfuch Asurio (nacido el 21 de julio de 1952 en Asunción, Paraguay) es un exfutbolista paraguayo. Jugaba de defensor y su primer club fue Sol de América.

## Carrera
Comenzó su carrera en 1971 jugando para el Sol de América. Jugó para ese club hasta 1975. En 1976 se pasó a Cerro Porteño, en donde estuvo hasta 1978, cuando ese año se fue a España para integrarse al RCD Espanyol, en donde estuvo hasta 1982. En ese año regresó a Paraguay para integrarse nuevamente a las filas del Cerro Porteño. En 1983 se pasó al Sportivo San Lorenzo. Jugó hasta 1984. En ese año se fue a Italia para integrarse al AC Santa Sofia. En 1986 regresó a Paraguay para volver a formar parte de las filas del Sportivo San Lorenzo. En 1987 se pasó al Sportivo Iteño, en donde se retiró.

## Clubes
| Club           | País     | Año       |
| -------------- | -------- | --------- |
| Sol de América | Paraguay | 1971-1975 |
| Cerro Porteño  | Paraguay | 1976-1978 |
| RCD Espanyol   | España   | 1978-1982 |
| Cerro Porteño  | Paraguay | 1982      |
| San Lorenzo    | Paraguay | 1983-1984 |
| AC Santa Sofia | Italia   | 1984-1985 |
| San Lorenzo    | Paraguay | 1986      |
| Sportivo Iteño | Paraguay | 1987      |